# Афонино (Барановское сельское поселение)
Афонино — деревня в Буйском районе Костромской области. Входит в состав Барановского сельского поселения.

## География
Находится в западной части Костромской области на расстоянии приблизительно 2 км на северо-восток по прямой от районного центра города Буй.

## История
В 1872 году здесь был учтен 1 двор, в 1907 году — также 1.

## Население
Постоянное население составляло 35 человек (1872 год), 30 (1897), 5 (1907), 168 в 2002 году (русские 96 %), 125 в 2022.